# Федеральный научный центр пчеловодства
ФГБНУ «Федеральный научный центр пчеловодства», ранее НИИ пчеловодства (полное название — Федеральное государственное бюджетное научное учреждение «Федеральный научный центр пчеловодства») — российский научный институт пчеловодства. Находится в городе Рыбное Рязанской области. Основан в 1930 году.
Здесь работают 70 сотрудников, в их числе 3 доктора и 14 кандидатов наук. Директор — кандидат биологических наук Лилия Бурмистрова, науч. рук. — доктор сельскохозяйственных наук профессор Вячеслав Лебедев.
Институт размещается в трёх корпусах в окружении дендропарка и коллекционного питомника с богатой коллекцией древесно-кустарниковых и травянистых медоносов и пыльценосов.
При институте функционирует крупнейший в мире музей-выставка пчеловодства, организованный со времени основания института.
Сотрудниками института получено более 60 авторских свидетельств и патентов на изобретения и селекционные достижения.
Ныне институт входит в состав Федерального агентства научных организаций. 16 ноября 2017 г. ФГБНУ «НИИ пчеловодства» в связи с реорганизацией с присоединением ФГБНУ «Краснополянская опытная станция пчеловодства» было переименовано в ФГБНУ «Федеральный научный центр пчеловодства».

## История
Всесоюзный институт пчеловодства был организован 2 октября 1930 года на базе Тульской опытной станции пчеловодства — решением I (учредительного) Пленума ВАСХНИЛ от 19 мая 1930 года, в соответствии с постановлением СНК СССР «О мерах к развитию животноводства».
В 1934 году институт переехал на Северную улицу подмосковного посёлка ВИЛАР (ныне Феодосийская улица Москвы, Северное Бутово). В 1955 году институт был переведён в Рязанскую область, где находится и поныне.
В 1980 г. институт был награжден орденом «Знак Почета» — «За заслуги в разработке научных исследований и практических мероприятий по развитию пчеловодства».
Авторские коллективы института удостаивались Правительственной премии в области науки и техники (1997), Государственной премии в области науки и техники (2000), премии Правительства в области образования (2004). 

## Структура
В составе института:
- селекционно-информационный центр,
- технический комитет «Пчеловодство» по стандартизации,
- музей-выставка пчеловодства,
- научная библиотека (более 70 тысяч единиц хранения),
- участок оперативной печати,
- ФГБНУ «Краснополянская опытная станция пчеловодства» (Краснодарский край),
- ФГУП ППХ «Майкопское» (Республика Адыгея),
- ФГУП «Алешинское» (Рязанская область).

## Направления деятельности
- Выполнение фундаментальных и приоритетных прикладных научно-исследовательских работ по научно-техническому обеспечению пчеловодства
- Работа по выявлению, учету, охране и селекционно-племенному совершенствованию ценных местных пород и популяций медоносной пчелы
- Разработка и совершенствование технологий содержания и разведения пчел, в том числе производства и переработки всех видов продукции пчеловодства и комплексного использования пчелиных семей
- Разработка средств механизации производственных процессов на пасеке и переработки продукции
- Изучение медоносной ценности нектароносных растений и разработку мероприятий по улучшению кормовой базы пчеловодства
- Разработка концепций и прогнозов развития пчеловодства
- Информационное обслуживание пчеловодства
- стандартизации и сертификации продуктов пчеловодства и пчеловодного инвентаря. Институт аккредитован в качестве органа по сертификации продукции пчеловодства и инвентаря.
- Апитерапия. Разрабатывается в тесном многолетнем сотрудничестве с Рязанским медицинским университетом (с которым институт является учредителем Рязанского ООО «Общество апитерапевтов», участвует в подготовке врачей-апитерапевтов и в организации и проведении научно-практических конференций по апитерапии), а также совместно с другими медицинскими учреждениями Рязани и Москвы[2].